# میدلوم (شلسویگ-هولشتاین)
میدلوم (به آلمانی: Midlum) یک شهر در آلمان است که در نوردفرایسلند واقع شده‌است.
 میدلوم  ۳۶۳ نفر جمعیت دارد.